# Boulevard des Filles-du-Calvaire
Boulevard des Filles du Calvaire é uma via que faz a separação entre o 3.º arrondissement e o 11.º arrondissement de Paris.

## Localização e acesso
Faz parte da cadeia de Grands Boulevards composta, de oeste a leste, pelos boulevards de la Madeleine, des Capucines, des Italiens, Montmartre, Poissonnière, Bonne-Nouvelle, Saint-Denis, Saint-Martin, du Temple, des Filles du Calvaire e Beaumarchais.
O Boulevard des Filles-du-Calvaire é uma via ladeada de plátanos entre o Boulevard Beaumarchais que a estende e o Boulevard du Temple.
Este local é servido pela estação de metrô Filles du Calvaire.

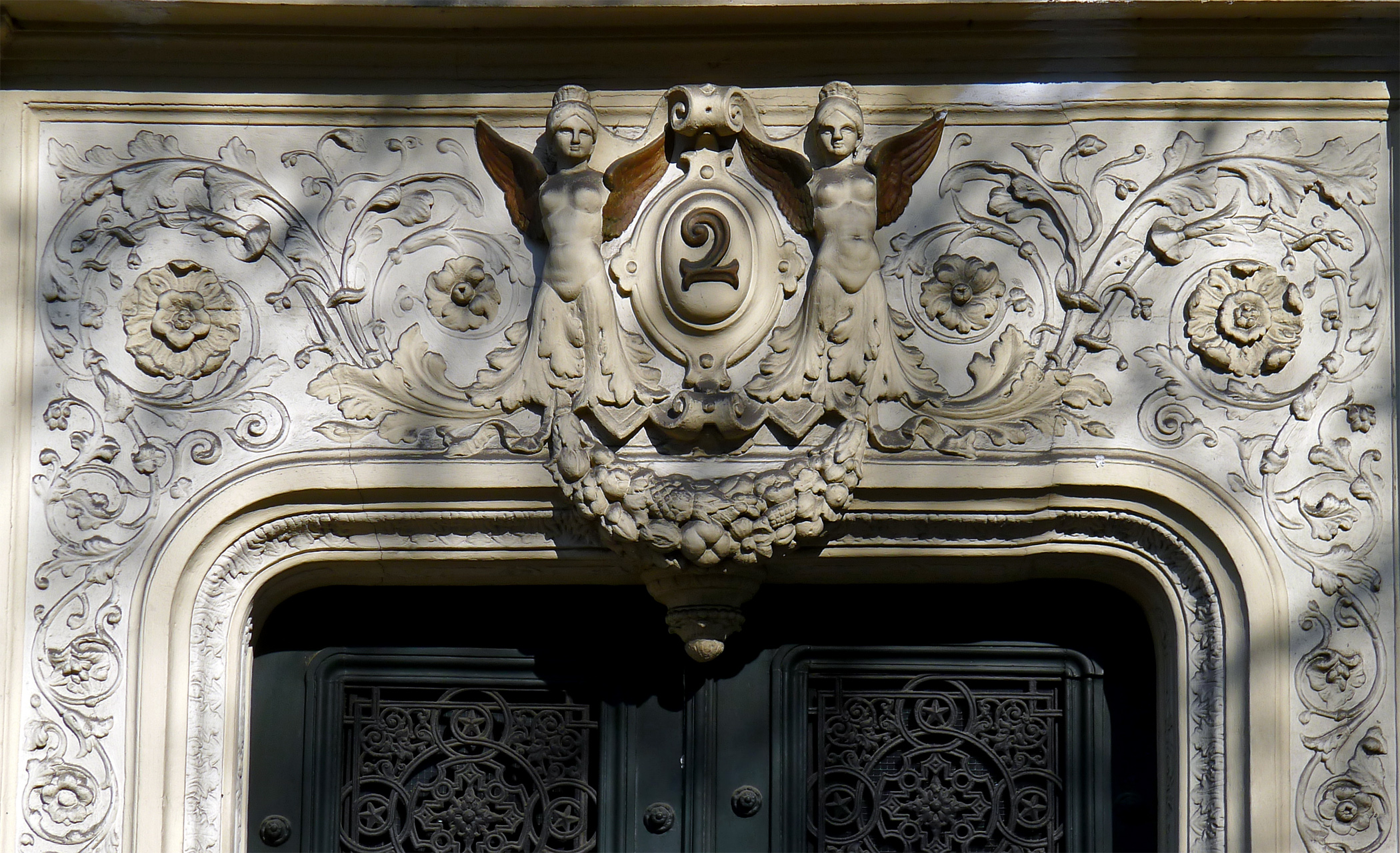
Nº 2.
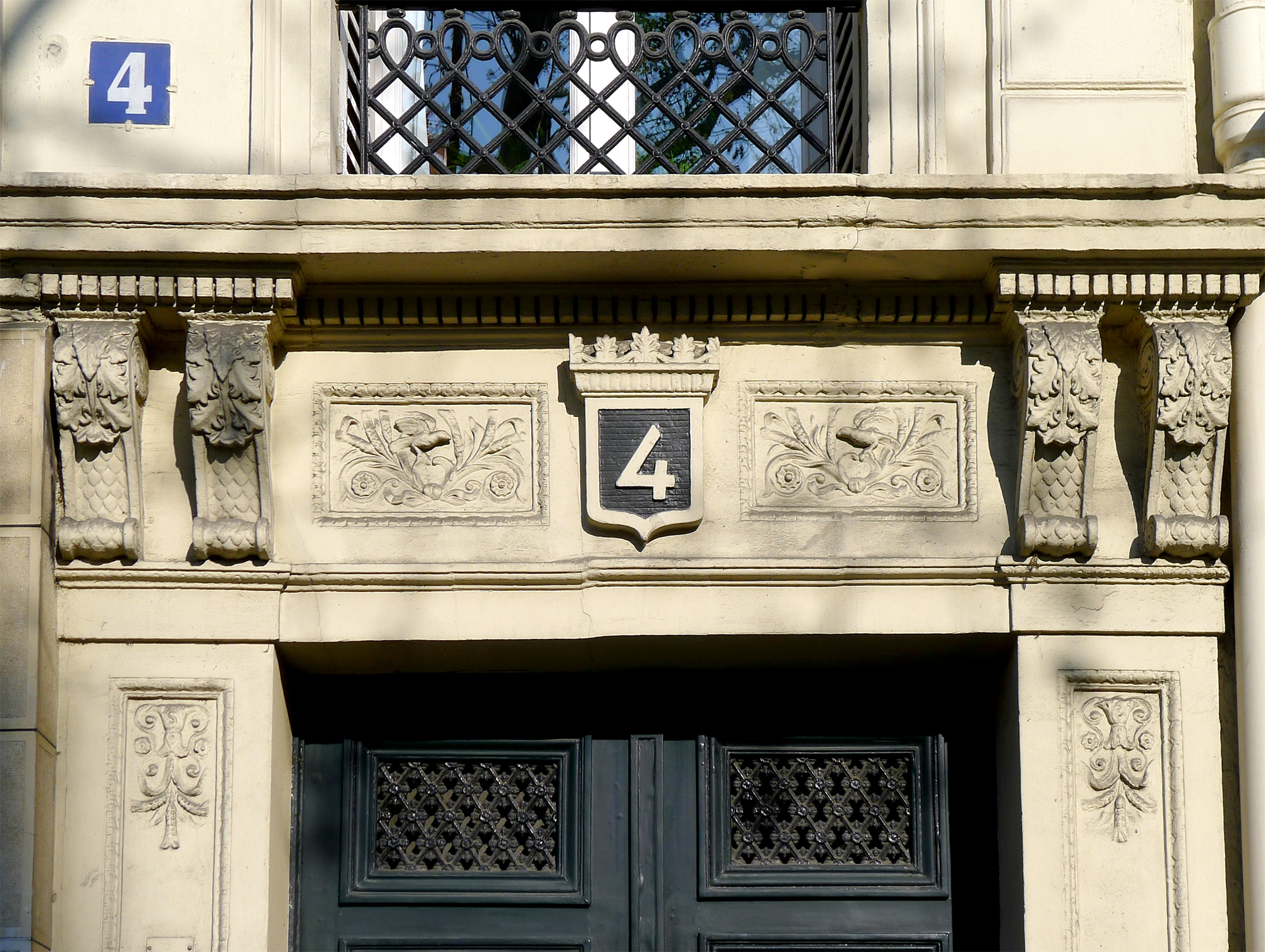
Nº 4.
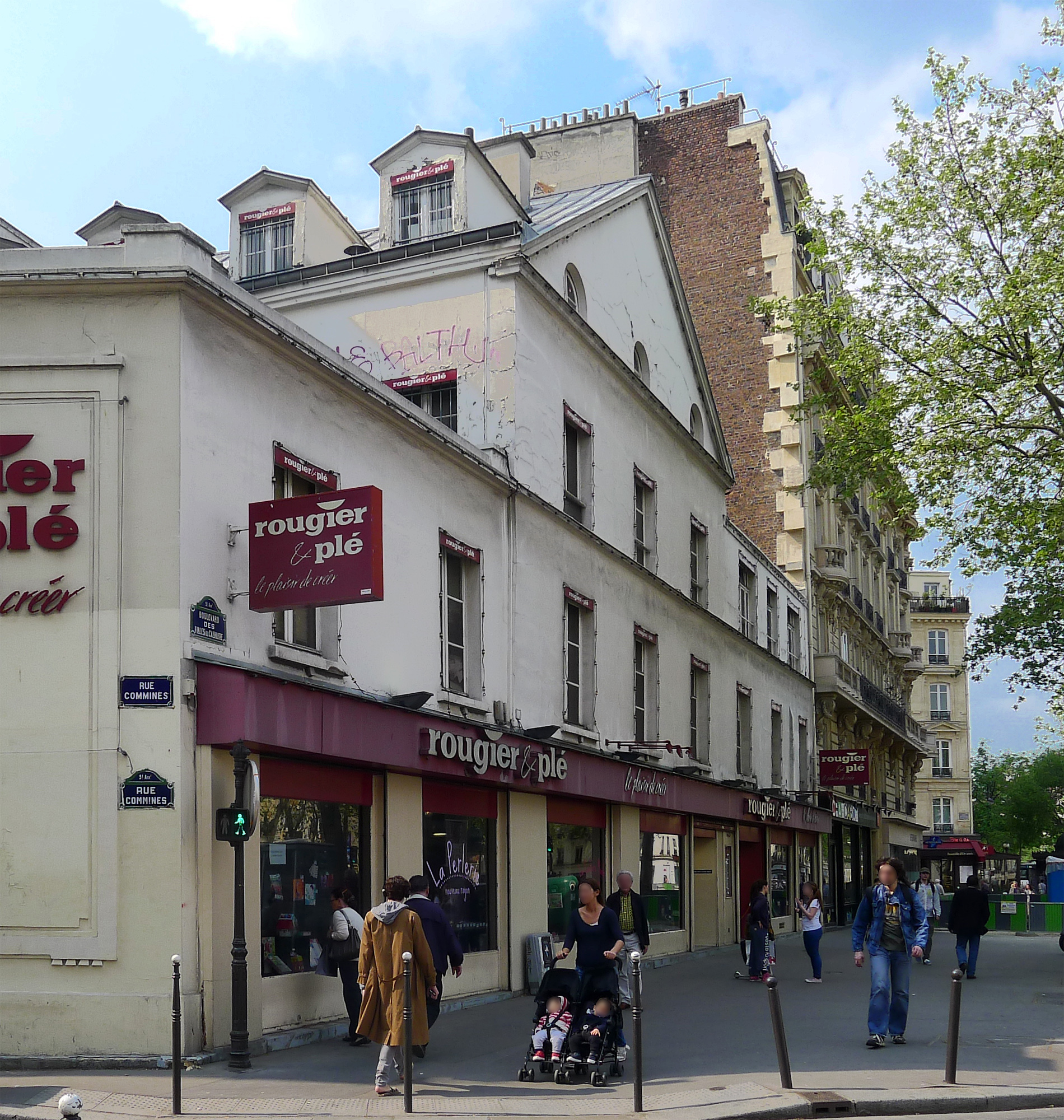
Lado 3.º arrondissement do boulevard, na esquina da Rue Commines (loja Rougier & Ple, números 13-15).

## Origem do nome
Leva o nome do Convento das Filles-du-Calvaire, cujo domínio se estendia do boulevard à rue de Turenne, entre a rue des Filles-du-Calvaire e a rue du Pont-aux-choux. As Filles du Calvaire ou Beneditinas de Notre-Dame du Calvaire ou Calvarianas são uma congregação religiosa da família beneditina fundada em 1617 por Antoinette d'Orléans-Longueville (1572-1618) e o capuchinho reformador francês, François Leclerc du Tremblay, na religião padre Joseph (1577-1638).

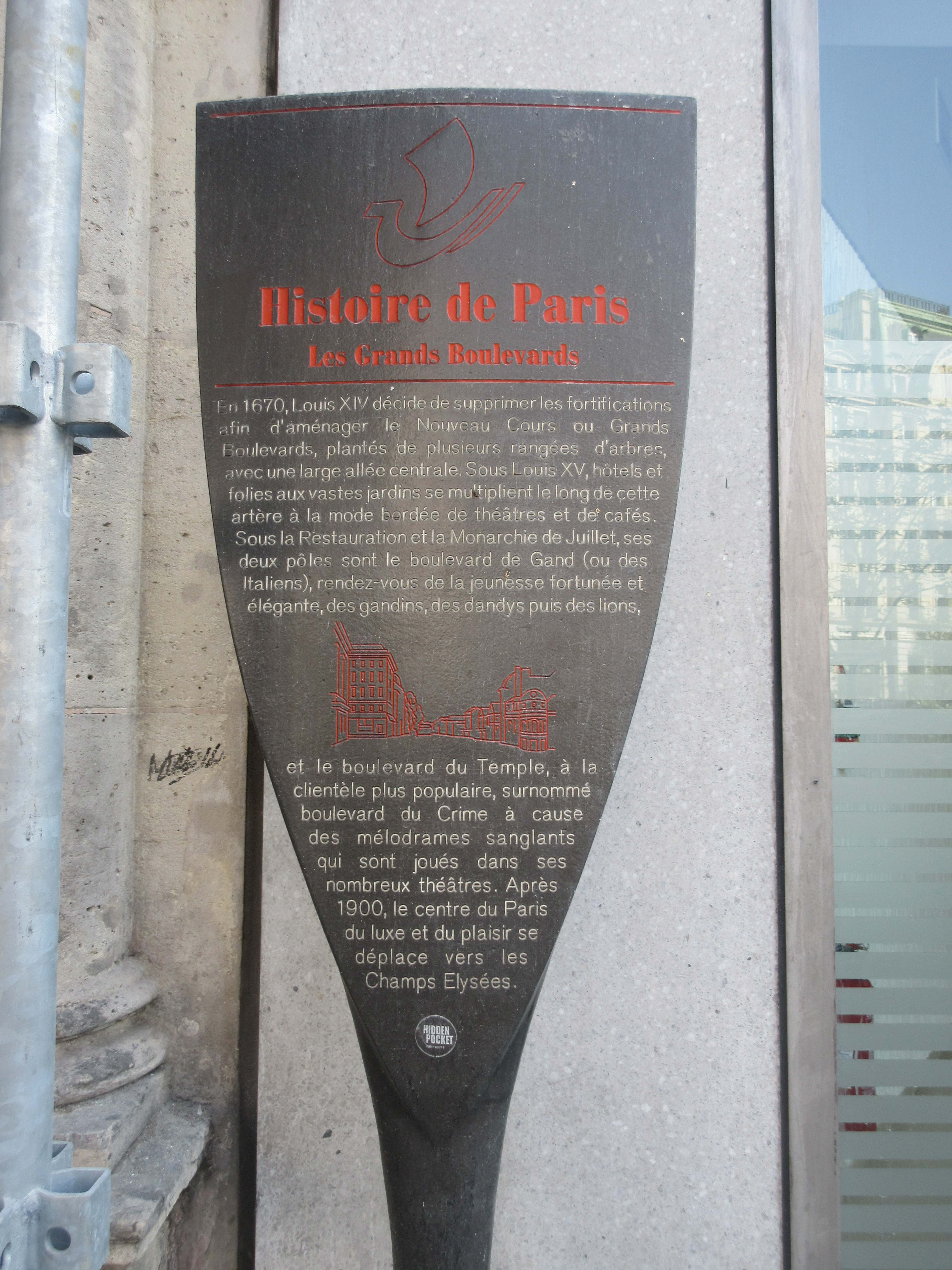
Painel História de Paris.

## Histórico
Ele fazia parte do "Boulevard de la Porte-Saint-Antoine" ou "Boulevard Saint-Antoine", atual Boulevard Beaumarchais, antes de tomar o nome da rua vizinha (rue des Filles-du-Calvaire).
Esta via faz parte do "novo percurso", os atuais grands boulevards, dispostos, a partir de 1670, no local do reparo e do fosso do Muro de Carlos V.
O boulevard está estabelecido no aterro da reparo removida e cruza o antigo bastião número 9 ou bastião des Filles-du-Calvaire construído por volta de 1635, o menor deste muro, localizado entre a Place Pasdeloup e a Passage Saint-Pierre-Amelot.
A passarela interna (lado da cidade) que corria ao longo da reparo estava abaixo, o que explica a ligeira elevação da Rue du Pont-aux-Choux quando ela chega ao boulevard.
O boulevard também era contornado externamente pela fossa do antigo recinto onde corria um esgoto.
Em maio de 1777, o rei ordenou, por carta patente, que "as valas da cidade em toda a sua extensão, desde a Ponte Saint-Antoine (perto da Bastilha) até o Grande Esgoto (aproximadamente no local da rue du Faubourg-du-Temple), seria preenchido com escombros e lixões públicos, até a altura do Chemin de la Contrescarpe, e seis pés ou mais abaixo do solo da reparo.
Esta vala, preenchida até "seis pés ou aproximadamente abaixo do solo do reparo", foi substituída por uma contra-ruela abaixo da avenida com vista para a margem leste (números pares) da rue Amelot que estava aberta naquela data. Essa contra-ruela era delimitada por um muro de arrimo e o espaço entre o boulevard e a margem leste (números pares) da rua aberta no antigo caminho da contraescarpa (atual Rue Amelot) estava vazio de construções.
Esta contra-ruela foi removida por uma portaria real de 19 de fevereiro de 1846 que traz a seguinte decisão :
Article 1. Les contr'allées des boulevards de Beaumarchais et des Filles-du-Calvaire sont et demeurent supprimées depuis la rue Daval jusqu'à la rue de Ménilmontant. Les alignements de cette partie des boulevards et des portions de rues transversales existantes ou à former, et qui sont indiquées par les lettres A, B, C, D, E, F, G, H, I, sur le plan ci-annexé, sont arrêtés conformément au tracé des lignes rouges sur ledit plan.
Article 2. La Ville de Paris est autorisée à aliéner, avec publicité et concurrence, les terrains provenant des contr'allées supprimées, le tout suivant le mode de division du plan et les charges, clauses et conditions exprimées dans les délibérations du Conseil municipal des 13 août 1842, 24 mars et 12 avril 1844.
Os edifícios do lado par, incluindo os do Boulevard Beaumarchais, entre a Place de la Bastille e a Rue du Docteur Wagner, construídos no terreno da salina removida alguns anos antes, datam, com raras exceções, da década de 1840 até cerca de 1850. após a venda dessas terras pela cidade. Esta fileira de edifícios que separa a rue Amelot das avenidas se estende por 900 metros da Place de la Bastille à Rue Oberkampf (incluindo o Boulevard Beaumarchais) por uma largura de 15 metros, incluindo as ruas adjacentes da Rue Amelot. As fachadas não são estritamente idênticas, mas o conjunto é homogêneo. Sua arquitetura ornamentada é a da década de 1840, anterior à arquitetura haussmanniana mais sóbria das décadas de 1850 e 1860. Os edifícios do boulevard têm vista para a rue Amelot adjacente, estabelecida no antigo fosso preenchido em 1777, daí a escadaria na Rue Charles-Luizet.
A arquitetura dos números ímpares é menos homogênea porque os prédios construídos em terrenos originalmente jardins de mansões particulares ou usados como armazéns nos fundos das propriedades cuja entrada principal dava para as ruas paralelas (como estão representadas no Mapa de Turgot de 1734) são mais variadas época do final XVIII século ao início do século XX.

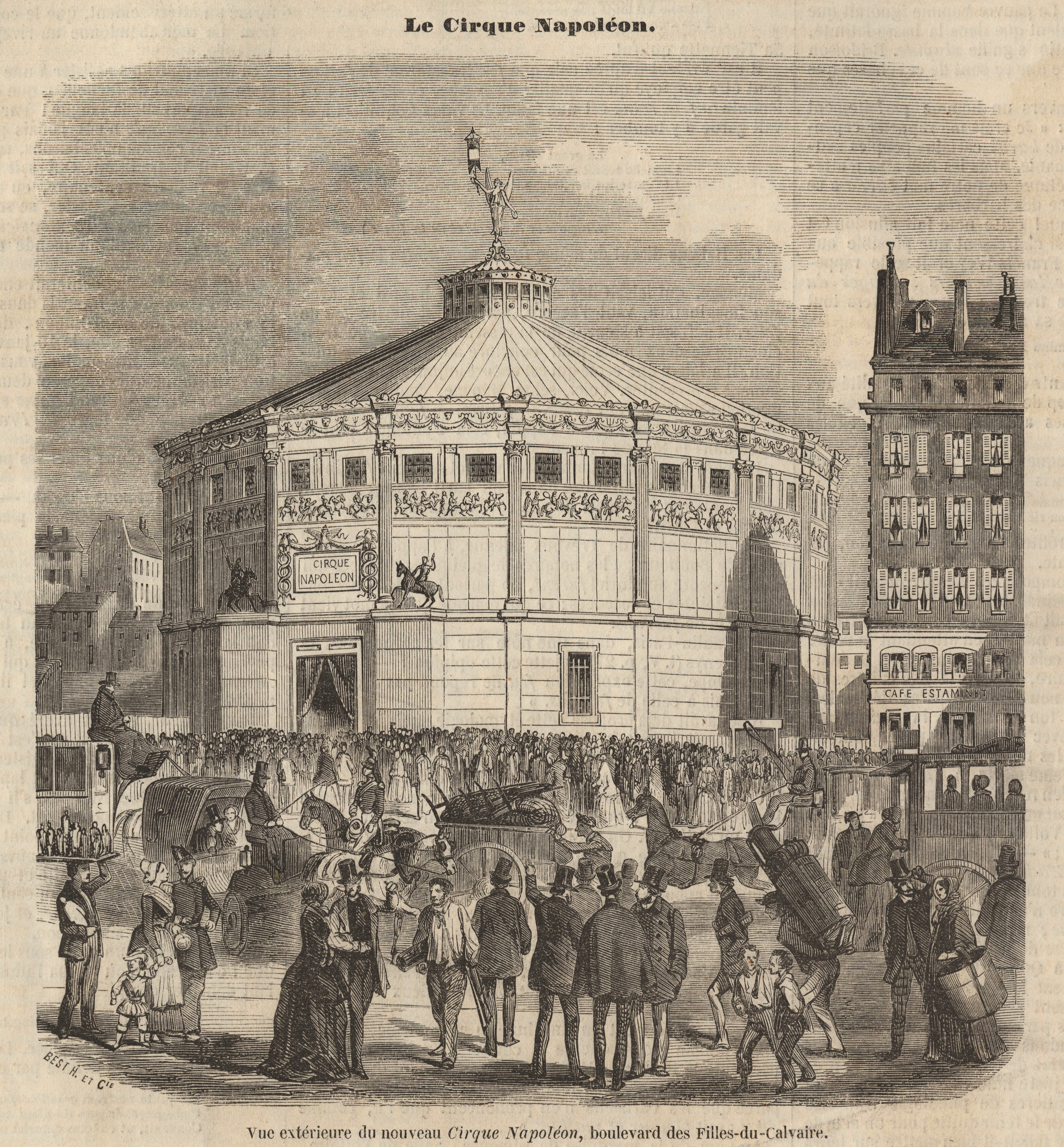
Novo "Cirque Napoleão" (hoje Cirque d'Hiver), em 1853.
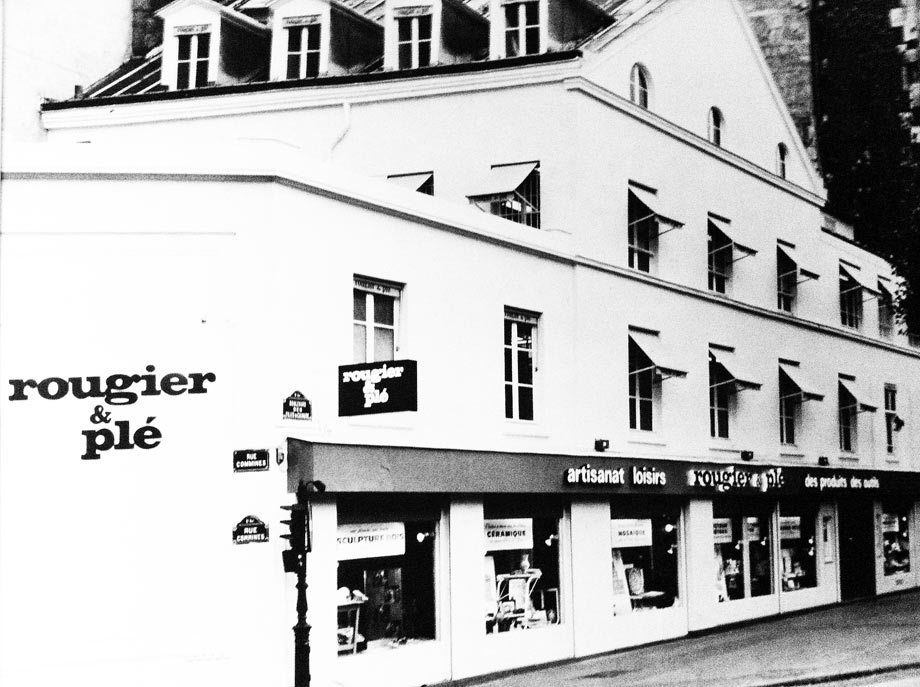
Loja Rougier & Ple, números 13-15, por volta de 1960.

## Edifícios notáveis e lugares de memória
- O lado oeste da avenida corria ao lado do antigo Convento des Filles-du-Calvaire.

### Música
Uma música interpretada por Elsa Lunghini é dedicada a este boulevard em seu álbum Elsa Lunghini, em 2008.